# La parodia nacional
La parodia nacional va ser un concurs de televisió espanyol produït per Gestmusic i emès per Antena 3 entre 1996 i 1999 en el qual els participants adaptaven lletres de cançons per a parodiar elements de l'actualitat. Aquestes cançons eren interpretades per cantants del programa.

## Orígens
El grup La Trinca, en aquells dies directors de la productora Gestmusic, van idear un programa per a Antena 3 consistent en una gala musical, en la qual els concursants compondrien una lletra, basant-se en cançons populars, per a tractar temes sobre l'actualitat de l'època, tant política com social. La primera gala es va emetre el 22 de març de 1996 i va ser presentada per Xavier Sardà.
Posteriorment Antena 3 va decidir donar-li continuïtat a l'estiu al programa, passant a tenir una periodicitat setmanal i a ser presentat per Constantino Romero, que al seu torn es convertiria en el presentador habitual del programa. L'èxit del programa va aconseguir que el programa es mantingués, i es van fer canvis en la quantia de premis o en l'escenari, que va aconseguir una major capacitat. Cada setmana, a part dels concursants habituals estava la figura d'"Azafato o azafata por un día" qui presentava als concursants i les paròdies que participaven amb la frase "Canción... letrista... y canta...". A partir de 1998, aquesta figura va desaparèixer i en el seu lloc Constantino aniria acompanyat d'una presentadora, Paula Vázquez. Quan aquesta va marxar a Telecinco per a presentar el concurs cultural El juego del euromillón, fou substituïda per Alicia Ramírez, que es va mantenir fins al final del programa.
Durant 3 anys el programa va aconseguir ser un dels programes de major audiència de la televisió espanyola, fins que finalment Antena 3 va decidir retirar-lo de la graella el 1999, emetent-se l'últim programa el 17 de març d'aquest any.

## Funcionament del programa
El concursant havia de compondre una lletra que adaptés una cançó popular a l'actualitat nacional i internacional. Aquesta lletra era interpretada pels cantants en plantilla del programa, i es realitzava una actuació en to satíric entorn del tema a tractar (per exemple, amb la música de La Macarena una cançó sobre Bill Clinton). En cada programa participaven fins a 6 compositors amb sengles cançons. Cada actuació venia precedida per un vídeo en clau d'humor, normalment amb reporters abordant a la gent del carrer amb preguntes sobre el tema.
L'actuació comptava amb una orquestra amb música en directe, i una posada en escena relacionada amb el tema. El tema l'interpretaven cantants en plantilla de la productora, la majoria sortints del programa Lluvia de estrellas, i coneguts per un pseudònim, normalment un nom amb to còmic. Aquests eren Loli Panoli (Elena Valenzuela), Curro Candelas (Manuel Acedo), Tony las Vegas (Alfonso Aibar), Vanessa Puñales (Gloria Mª Sanchez), Moncho Marlboro (Quim Bernat), Estrellita la moderna (Mariadela Merchán), Tina Turmix (Roser Pujol), Rocky Tornado (Jordi Xena), Las Miranda (Laura y Patricia Ugarte) o Rita Dinamita (Flora Alvarez) entre altres cantants.
El jurat i públic assistent al plató havia de votar per la millor cançó de cada programa i s'atorgaven un guardó que consistia en una lampara d'or per al guanyador, de plata per al segon classificat i de bronze per al tercer classificat, així mateix aquests tres primers classificats rebran un premi en metàl·lic la quantitat del qual era de mig milió, dues-centes cinquanta mil i cent mil pessetes respectivament.

## Corazón, corazón
Després d'haver-se realitzat totes les actuacions que entraven en concurs de cada programa, mentre es deliberava al guanyador, el programa realitzava la secció "Corazón, corazón". En aquesta secció diversos ballarins del programa vestits amb vestits elegants, ulleres de sol i amb revistes del cor a les mans cantaven la tornada "Corazón, corazón, corazón pinturero. Que pedazo de artistas hay en las revistas de mi peluquero". Entre tornada i tornada una de les dones que ha actuat en el programa (Loli Panoli, Vanesa Puñales, Estrellita la moderna entre altres) cantaven donant una notícia sobre el món del cor. Al principi eren tres les dones que actuaven en aquesta secció. Solien abillar-se amb una perruca rossa i un mateix vestit de flors. A partir de gener de 1997 es van ampliar a quatre les cantants que participaven en la secció i van passar a anar vestides cadascuna d'un vestit de color diferent, però conservant les perruques rosses.

## Repercussió
El programa va ser un dels de major èxit d'Antena 3 i de la productora Gestmusic, que ha exportat la fórmula a altres països com Mèxic o Portugal. L'edició més seguida va ser la de 1996, que amb un 33,9% de quota de pantalla va aconseguir ser el segon programa més vist de l'estiu, només per darrere de Grand Prix amb un 36.6% de quota de pantalla. A la seva retirada en 1999 es va mantenir un 20% de quota de pantalla aproximat.
Antena 3 va reprendre el programa en 2001 per a fer especials cada 3 mesos a l'entrada de cada estació, i que allargava el programa fins a 9 cançons per edició. No obstant això, el programa no va aconseguir aquesta vegada l'audiència esperada i va ser retirat.

## Premis
- TP d'Or 1996 al millor concurs de 1996.
- Rose d'Argent del Festival Internacional de Televisió de Montreux (Suïssa) el 1997.
- Premis Ondas 1998 al millor programa d'entreteniment de TV.